# Frank Ordenewitz
Frank Ordenewitz (sinh ngày 25 tháng 3 năm 1965) là một cầu thủ bóng đá người Đức.

## Đội tuyển bóng đá quốc gia Đức
Frank Ordenewitz thi đấu cho đội tuyển bóng đá quốc gia Đức từ năm 1987.

## Thống kê sự nghiệp
| Đội tuyển bóng đá Đức | Đội tuyển bóng đá Đức | Đội tuyển bóng đá Đức |
| Năm                   | Trận                  | Bàn                   |
| --------------------- | --------------------- | --------------------- |
| 1987                  | 2                     | 0                     |
| Tổng cộng             | 2                     | 0                     |